# 책을 듣다
《책을 듣다》는 대한민국의 방송사 문화방송의 라디오 채널 MBC 표준FM에서 주말 밤 9시 25분부터 밤 10시까지 방송된 주말 독서 전문 라디오 프로그램이다. 2020년 11월 15일 자로 1년 만에 폐지되었다.